# Naoki Miyata
Naoki Miyata (japanisch 宮田 直樹 Miyata Naoki; * 6. November 1987 in Matsumoto) ist ein ehemaliger japanischer Fußballspieler.

## Karriere
Miyata erlernte das Fußballspielen in der Jugendmannschaft von Albirex Niigata und der Universitätsmannschaft der Risshō-Universität. Seinen ersten Vertrag unterschrieb er 2010 bei Fagiano Okayama. Der Verein spielte in der zweithöchsten Liga des Landes, der J2 League. Für den Verein absolvierte er drei Ligaspiele. 2011 wurde er an den Drittligisten Matsumoto Yamaga FC ausgeliehen. 2012 kehrte er zu Fagiano Okayama zurück. Danach spielte er bei Azul Claro Numazu und Tegevajaro Miyazaki. Ende 2019 beendete er seine Karriere als Fußballspieler.